# Seguridad de marca
Se llama seguridad de marca a un conjunto de medidas que tienen como objetivo proteger la imagen y reputación de una marca frente a la influencia negativa o lesiva de contenido cuestionable o inapropiado cuando se anuncia en internet. 
Como respuesta a anuncios que son insertados junto a contenido indeseable, las compañías han cortado sus presupuestos publicitarios y retirado su publicidad de los medios de las plataformas de publicidad on-line y de redes sociales.

## Tipos de entornos inseguros
La industria publicitaria digital global considera las llamadas "Doce Categorías Sucias" que se deben evitar. La Agencia Publicitaria Interactiva (IAB) añadió una 13.ª categoría: las fake news. Son las siguientes:
1. Conflicto militar
2. Obscenidad
3. Fármacos
4. Tabaco
5. Adultos
6. Armas
7. Delitos
8. Lesión/muerte
9. Piratería on-line
10. Discurso de odio
11. Terrorismo
12. Spam/Sitios nocivos
13. Fake news

Además, las compañías a menudo definen categorías concretas basadas en la marca en sí misma. Por ejemplo, las aerolíneas podrían no querer que sus anuncios  aparecieran junto a noticias de última hora que informaran de un accidente aéreo.

## Medidas de seguridad de la marca
Para asegurar la seguridad de marca, los anunciantes pueden comprar un espacio publicitario directamente a editores de confianza, dejando que se ocupen ellos de las cuestiones de seguridad de marca. Los anunciantes y los editores también pueden hacer uso de vendedores de servicios de seguridad de marca que puede llegar a estar integrados en el sistema publicitario. Otras medidas preventivas comunes adoptadas por las compañías son la confección de listas negras de sitios inseguros que se deben evitar, o listas blancas de sitios seguros en que se pueden publicita. La iniciativa de los ads.txt (Vendedores Digitales autorizados) del IAB está diseñada para permitir a los compradores de medios de comunicación on-line comprobar la validez de los vendedores a los que compran.